# Abel Santa Cruz
Abel Santa Cruz né le 2 septembre 1916 à Buenos Aires mort le 4 février 1995 à - Mar del Plata, est un scénariste, producteur, auteur et dialoguiste argentin.

## Biographie

### Carrière à la radio
Abel Santa Cruz est un des scénaristes les plus importants de la radio, de la télévision et du cinéma . Il commencé sa carrière en récitant ses propres poèmes sur Radio La Nación à l'âge de 14 ans dans des émissions telles que La hora de la asueroterapia, animée par le Docteur Fernando Asuero. Il termine ses études primaires à l'école Julio A. Roca, puis, à l'âge de 17 ans, il obtient son diplôme d'enseignant à l'école Mariano Acosta, où il a dirige une revue scolaire, et l'année suivante, il est remplacé par le jeune étudiant Julio Cortázar (1914- 1984). En 1939, il obtient une licence en philosophie et lettres. Il est enseignant entre 1937 et 1947 et journaliste sportif dans les revues La Cancha et Patoruzú, puis également de la comédie de temps en temps.
Abel Santa Cruz travaille au magazine El Suplemento, et est convoqué par le directeur pour tenter sa chance à la radio. Il commença donc professionnellement en 1939 pour écrire des scénarios sur l'émission de Doña Oliva al olio propagande sur l'huile d'olive, où il signe sous le pseudonyme de Lépido Frías. Le programme dure neuf mois et comporte la participation en direct du public. Grâce à une conversation avec diverses personnes, il réussit à écrire son premier roman intitulé Donde la tierra es roja (1940), sur Radio Splendid. En 1943, il fait ses débuts à Radio El Mundo avec La vida de Eva Lavaliere, réalisé par Enrique Santos Discépolo et la participation de Narciso Ibáñez Menta.
En 1946, Il diffuse simultanément trois feuilletons « Qué vida esta, monsieur ! »  avec Luis Pérez Aguirre et Angélica López Gamio, qui durera cinq ans. En 1947, sort ¡Qué pareja! avec Blanquita Santos et Héctor Maselli, qui durera vingt ans. La plupart de ses pièces radiophoniques qui ont comme protagonistes Oscar Casco, Hilda Bernard et Fernando Siro, ont été diffusées à la télévision, comme Tu nombre es María Sombra.

## Au cinéma
En 1940, Abel Santa Cruz collabore au scénario sur l'intrigue de Un Señor Mucamo, et en 1942, il crée une comédie musicale intitulée Esta noche, avec Tita Merello, Fernando Borel et Augusto Codecá. Pendant huit ans, il cesse de travailler à cause de ses exigences car il n'aimait pas ses scénarios. En 1950 il écrit le scénario de films tels que  Al compás de tu mentira, La muerte está mintiendo , El hermoso Brummel. Mujeres en sombra,  El muerto es un vivo, et La mejor del colegio. Cependant, en 1952, il connaît un grand succès avec Los ojos llenos de amor, avec Ángel Magaña, créé au Théâtre Versalles, pour lequel il est invité à faire de la télévision dans la série Te Quiero Ana, avec José Cibrián et Ana. María Campoy, au début des années cinquante. Il bat un record en écrivant le livre Hay que bañar al nene en seulement trois jours. Il travaille avec des réalisateurs argentins tels que Fernando Ayala, Enrique Cahen Salaberry, ou Carlos Schlieper.
En tant qu'auteur, il connait des succès avec La dama del millón, Enigma de mujer, Cuarenta años de novios, avec Lolita Torres, et Cuidado con las colas. En 1956, il adapte le livre pour d'Amor a primera vista, avec Nelly Láinez et Osvaldo Miranda comme producteur, film réalisé par Rodolfo Blasco et Emilio Vieyra. Il écrit les dialogues de La muerte está mintiendo et El tango en París, peu populaires à cette époque. Avec Julio Saraceni, il crée Destino de un capricho , avec Eva Franco et Sandro en 1972 et réalisé des intrigues pour des films comiques tels que Pimienta y Pimentón, de Carlos Rinaldi et Frutilla, en hommage à l'acteur Florencio Parravicini.
Il est scénariste de films comme La picara Dreamera , avec Mirtha Legrand, Catita es una dama, avec Niní Marshall,  Dr. Cándido Pérez, señoras, diffusés à la télévision et au théâtre. En 1982, il réalise sa dernière œuvre dans ce domaine, le film inédit Buenos Aires Tango, Comédie Musicale de Jorge Briand et Julio Saraceni.

## A la télévision
Abel Santa Cruz écrit une série peu connue Señoritas Alumnas, avec Mabel Pessen, Evangelina Salazar, et Marilina Ross. Deux ans plus tard, il travaille sur trois programmes, avec Carlitos Balá ( Soldado Balá sur Canal 13 ). En 1967, il joue aux côtés de Niní Marshall (également scénariste) l'histoire du programme Teatralerías, sur Channel 9, Nuestra galleguita avec Laura Bove et Norberto Suárez, réalisé par Alejandro Doria. Une autre version de la même histoire est réalisée sur la période des années 1930 : Carmiña, avec María de los Ángeles Medrano et Arturo Puig, mise en scène par Martha Reguera. Son plus grand succès, avec Rodolfo Bebán et Gabriela Gili, sous la direction de Martha Reguera, il diffuse Malevo, restée à l'antenne pendant deux ans, et en concurrence son autre œuvre Me Llaman Gorrión, sur Channel 9, avec l'actrice argentine Beatriz Taibo, ainsi que Me Llaman Gorrión produite dans d'autres pays. Il écrit le roman Llena de amor , diffusé en 1980 sur Channel 7 , avec Elcira Olivera Garcés, Mariana Karr, Coni Vera, et Enzo Vienna. Il s'aventure également dans le genre enfantin, avec Mundo de juguete, Papá Corazón, Señorita maestra, Carrusel, Carrusel de las Américas avec plusieurs versions réalisées à l'étranger.
Editeur du célèbre Cándido Pérez, celui-ci fut de nouveau diffusé à la télévision quelques années avant sa mort avec des thèmes différents de la première version. A la fin des années soixante-dix, ses éditions ne connurent pas beaucoup de succès, mais ami d'Alejandro Romay, il sera diffusé jusqu'à trois émissions télévisées par an.

## Filmographie

### Scénariste
- Un señor mucamo (1940).
- Al compás de tu mentira (1950).
- La muerte está mintiendo (1950).
- El hermoso Brummel (1951).
- Mujeres en sombra (1951).
- Bárbara atómica (1952).
- La muerte en las calles (1952).
- La mejor del colegio (1953).
- Asunto terminado (1953).
- El muerto es un vivo (1953).
- La edad del amor (1954).
- Detective (1954).
- Los problemas de papá (1954).
- Crisol de hombres (1954).
- Los ojos llenos de amor (1954).
- Un novio para Laura (1955).
- Mi marido hoy duerme en casa (1955).
- Adiós problemas (1955).
- Más pobre que una laucha (1955).
- La dama del millón (1956).
- Los maridos de mamá (1956).
- La pícara soñadora (1956).
- Catita es una dama (1956).
- Enigma de mujer (1956).
- De noche también se duerme (1956).
- Los maridos de mamá (1956).
- El tango en París (1956).
- El ángel de España (1958).
- Hay que bañar al nene (1958).
- La hermosa mentira (1958).
- Del cuplé al tango (1959).
- La madrastra (1960).
- La maestra enamorada (1961).
- Quinto año nacional (1961).
- Dr. Cándido Pérez, señoras (1962).
- Disloque en Mar del Plata (1962).
- Cristóbal Colón en la Facultad de Medicina (1962).
- El mago de las finanzas (1962).
- Detrás de la mentira (1962).
- Cuando calienta el sol (1963).
- Cuarenta años de novios (1963).
- Canuto Cañete, conscripto del siete (1963).
- Testigo para un crimen (1963).
- La fin del mundo (1963).
- Placeres conyugales (1963).
- Alias Flequillo (1963).
- Cuidado con las colas (1964).
- Cleopatra era Cándida (1964).
- Canuto Cañete y los 40 ladrones (1964).
- Disloque en el presidio (1965).
- Bicho raro (1965).
- Dos quijotes sobre ruedas (1966).
- Vivir es formidable (1966).
- Esta noche mejor no (1965).
- Canuto Cañete, detective privado (1965).
- Pimienta (1966).
- Con el más puro amor (1966) (producida en 1955).
- ¿Quiere casarse conmigo? (1967).
- La picara soñadora (1968).
- El profesor hippie (1969).
- El día que me quieras (1969).
- La muchacha que vino de lejos (1970).
- Jacinta Pichimahuida (1970).
- Pimienta y Pimentón (1970).
- Un gaucho con plata (1970).
- En una playa junto al mar (1971).
- La familia hippie (1971).
- Destino de un capricho (1972).
- El profesor tirabombas (1972).
- Mi amigo Luis (1972).
- Había una vez un circo (1972).
- La sonrisa de mamá (1972).
- Me llaman Gorrión (1972).
- Muñeca México (1973).
- Allá en el Norte (1973).
- Hoy le toca a mi mujer (1973).
- Los padrinos (1973).
- Siempre fuimos compañeros (1973).
- Papá corazón (1973).
- Papá Corazón se quiere casar (1974).
- Carmiña (Su historia de amor) (1975).
- Jacinta Pichimahuida se enamora (1977).
- La mamá de la novia (1978).
- Vivir con alegría (1979).
- Andrea Celeste (1979).
- Hola Pelusa (1980).
- Locos por la música (1980).
- Gran Valor en la Facultad de Medicina (1981).
- Buenos Aires Tango (inédita) (1982).
- Casi una pareja (1982).
- Señorita maestra (1983-1985).
- Rosa salvaje  México (1987).
- Mi segunda madre México (1989).
- Carrusel México (1989-1990).
- Natacha Perú-Venezuela (1990).

### Réadaptations de son travail
- A Moça que Veio de Longe Brasil (1964).
- Nuestra galleguita Argentina (1969).
- Natacha Perú (1970).
- Carmiña Argentina (1972).
- Mundo de juguete México (1974-1977).
- Papai Coração Brasil (1976-1977).
- Chispita México (1982-1983).
- Mundo de muñeca Argentina (1984).
- Guadalupe México (1984).
- Dr. Cándido Pérez México (1987-1993).
- La picara soñadora México (1991).
- La última esperanza México (1993).
- María Sol Argentina (1993).
- Gorrión Perú (1994-1995).
- Luz Clarita México (1996).
- Mi pequeña traviesa México (1997-1998).
- Carita de ángel México (2000).
- Pícara Sonhadora Brasil (2001).
- Pequena Travessa Brasil (2002).
- Vivan los niños México (2002-2003).
- Sueños y caramelos México (2005).
- Papá del corazón Paraguay (2008).
- Niña de mi corazón México (2010).
- Carrossel Brasil (2012).
- Por siempre mi amor México (2013-2014).
- Carinha de anjo Brasil (2016-2018).
- Dr. Cándido Pérez México (2021).

### Argument
- Frutilla (1980).
- Pimienta y Pimentón (1970).

### Idée originale
- Destino de un capricho (1972).
- Dr. Cándido Pérez, señoras (1987).

### Auteur
- Los ojos llenos de amor (1954).
- La dama del millón (1956).
- Enigma de mujer (1956).
- La hermosa mentira (1958).
- Hay que bañar al nene (1958).
- Cuarenta años de novios (1963).
- Cuidado con las colas (1964).
- Llena de amor (1980).

### Adaptation
- Amor a primera vista (1956).
- Mi dulce enamorada (1972).

### Dialogues
- La muerte está mintiendo (1950).
- El tango en París (1956).

### Production
- Quinto año nacional (1961).
- Los que verán a Dios (1961).
- Detrás de la mentira (1962).